# Danska mästerskapet (beachvolley)
Danska mästerskapet i beachvolley är en årlig tävling i Danmark som arrangeras av Volleyball Danmark. Förutom seniormästerskapet finns det även mästerskap i fler ålderskategorier (både för yngre med maximal tillåten ålder och för äldre med minimal tillåten ålder).

## Damer[1]
| År                   | Podium                                          | Podium                                          | Podium                                                   |
| Guld                 | Silver                                          | Brons                                           |                                                          |
| -------------------- | ----------------------------------------------- | ----------------------------------------------- | -------------------------------------------------------- |
| 1993 mer information | Pernille Jørgensen Louise Sommer                | Berit Johansen Lone Christensen                 |                                                          |
| 1994 mer information | Berit Johansen Lone Christensen                 | Pernille Jørgensen Louise Sommer                |                                                          |
| 1995 mer information | Camilla Petersen Pernille Jørgensen             | Karin Iversen Christine Ludvigsen               | Michala Bjerregaard Berit Johansen                       |
| 1996 mer information | Karin Iversen Christine Ludvigsen               | Dorthe Windeleff Marieke Brinck                 | Mette Flügge Pia Larsen                                  |
| 1997 mer information | Louise Sommer Pernille Jørgensen                | Mette Flügge Pia Larsen                         |                                                          |
| 1998 mer information | Mette Flügge Pia Larsen                         | Eva Holme Karin Iversen                         | Mia Toft Laila Hjort                                     |
| 1999 mer information | Mette Flügge Pia Larsen                         | Lone Illum Dorthe Windeleff                     | Karin Iversen Helena Zinduna                             |
| 2000 mer information | Karin Iversen Laila Hjort                       | Pia Larsen Dorthe Larsen                        | Helena Zinduna Mette Flügge                              |
| 2001 mer information | Karin Iversen Laila Hjort                       | Jette Nielsen Betina Nørager                    |                                                          |
| 2002 mer information | Karin Iversen Laila Hjort                       | Mette Flügge Pia Larsen                         | Henriette Bjerrum Maja Pilgaard                          |
| 2003 mer information | Mette Flügge Pia Larsen                         | Tine Roe Eriksen Charlotte Krøyer               | Karin Iversen Charlotte Eisenhardt                       |
| 2004 mer information | Mette Flügge Pia Larsen                         | Birgitte G. Hansen Thilde Emilie                | Karin Iversen Dorthe Larsen                              |
| 2005 mer information | Mette Flügge Pia Larsen                         | Birgitte G. Hansen Thilde Emilie                | Tine Roe Eriksen Charlotte Krøyer                        |
| 2006 mer information | Pia Larsen Stine Andreasen                      | Charlotte Dyhr Lotte Vestergård                 | Henriette Bjerrum Maja Pilgaard                          |
| 2007 mer information | Lotte Vestergård Stine Andreasen                | Charlotte Dyhr Pia Larsen                       | Henriette Bjerrum Maja Pilgaard                          |
| 2008 mer information | Lotte Vestergård Stine Andreasen                | Karin Iversen Line Anker Nielsen                | Majken Asmussen Sanne Olesen                             |
| 2009 mer information | Lotte Vestergård Stine Andreasen                | Pia Larsen Mette Flügge                         | Sanne Olesen Charlotte Dyhr                              |
| 2010 mer information | Charlotte Dyhr Lotte Vestergård                 | Karin Iversen Line Anker Nielsen                | Charlotte Krøyer Tine Roe Eriksen                        |
| 2011 mer information | Pia Hove Mette Flügge                           | Charlotte Krøyer Tine Roe Eriksen               | Cecilie Olsen Karin Iversen                              |
| 2012 mer information | Cecilie Køllner Olsen Charlotte Krøyer          | Sanne Olesen Tine Roe Eriksen                   | Helle Søndergaard Line Trans Hansen                      |
| 2013 mer information | Karin Iversen Line Anker Nielsen                | Bettina Bjerring Anneka Hastings                | Cecilie Køllner Olsen Charlotte Krøyer                   |
| 2014 mer information | Charlotte Krøyer Pia Hove                       | Karin Iversen Line Anker Nielsen                | Helle Søndergaard Line Trans Hansen                      |
| 2015 mer information | Cecilie Køllner Olsen Eva Mielskov Bang         | Helle Søndergaard Line Trans Hansen             | Karin Iversen Line Anker Nielsen                         |
| 2016 mer information | Cecilie Køllner Olsen Eva Mielskov Bang         | Helle Søndergaard Line Trans Hansen             | Pia Hove Mia Olsen                                       |
| 2017 mer information | Line Trans Hansen Maria Tyndeskov               | Mie Lindgren Caroline Udemark                   | Cecilie Køllner Olsen Lærke Mygind Grønfeldt             |
| 2018 mer information | Line Trans Hansen Maria Tyndeskov               | Helle Søndergaard Simone Okholm Hansen          | Cecilie Køllner Olsen Signe Zibrandtsen Hanning          |
| 2019 mer information | Line Trans Hansen Maria Tyndeskov               | Cecilie Køllner Olsen Sofia Nørager Bisgaard    | Clara Bernberg Windeleff Astrid Mellmølle                |
| 2020 mer information | Cecilie Køllner Olsen Sofia Nørager Bisgaard    | Anneka Hastings Signe Zibrandtsen Hanning       | Asta Kjærgaard Simone Okholm Hansen                      |
| 2021 mer information | Clara Bernberg Windeleff Sofia Nørager Bisgaard | Cecilie Køllner Olsen Line Trans Hansen         | Astrid Mellmølle Kathrine Stein Brinck                   |
| 2022 mer information | Charlotte Krøyer Pia Hove                       | Cecilie Køllner Olsen Signe Zibrandtsen Haaning | Frederikke Schade Jensen Maria Elisabeth Boelt Tyndeskov |
| 2023 mer information | Anneka Hastings Charlene Manuella Mayo Johnsen  | Frederikke Schade Jensen Cecilie Køllner Olsen  | Charlotte Krøyer Pia Hove                                |

## Herrar[1]
| År                   | Podium                                 | Podium                                   | Podium                                       |
| Guld                 | Silver                                 | Brons                                    |                                              |
| -------------------- | -------------------------------------- | ---------------------------------------- | -------------------------------------------- |
| 1993 mer information | Kim Kaszas Peter Borglund              | Jens Larsen Glen Hytoft                  | Ole Lachenmeier Thomas Kistorp               |
| 1994 mer information | Jens Larsen Glen Hytoft                | Peter Lyø Thomas Lyø                     | Peter Borglund Ole Lachenmeier               |
| 1995 mer information | Peter Lyø Thomas Lyø                   | Kim Kaszas Lars Lunde                    | Jan Villumsen Jesper Hansen                  |
| 1996 mer information | Kim Kaszas Glen Hytoft                 | Jesper Lundtang Peter Borglund           | Peter Lyø Thomas Lyø                         |
| 1997 mer information | Peter Lyø Thomas Lyø                   | Kim Kaszas Glen Hytoft                   | Mikkel Hersløv Jes Barkler                   |
| 1998 mer information | Peter Lyø Thomas Lyø                   | Kim Kaszas Glen Hytoft                   | Mikkel Hersløv Jes Barkler                   |
| 1999 mer information | Jens Larsen Jesper Hansen              | Lars Lunde Alex Sørensen                 | Kim Kaszas Glen Hytoft                       |
| 2000 mer information | Kim Kaszas Glen Hytoft                 | Tonni Andersen Jesper Villadsen          | Jens Larsen Jesper Hansen                    |
| 2001 mer information | Kim Kaszas Glen Hytoft                 | Bo Søderberg Andreas Olesen              | Lars Mayland Rasmus Funder                   |
| 2002 mer information | Kristian Knudsen Jesper Lundtang       | Bo Søderberg Andreas Olesen              | Peter Lyø Thomas Lyø                         |
| 2003 mer information | Bo Søderberg Andreas Olesen            | Lars Mayland Jakob Martens               | Mikkel Hersløv Jeppe Haugaard                |
| 2004 mer information | Bo Søderberg Jonas Napier              | Lars Mayland Jakob Martens               | Anders Hoyer Peter Lyck Hansen               |
| 2005 mer information | Jakob Martens Lars Mayland             | Martin Simonsen Teis Corneliussen        | Bo Søderberg Anders Lund Hoyer               |
| 2006 mer information | Martin Simonsen Teis Corneliussen      | Jakob Martens Lars Mayland               | Bo Søderberg Anders Lund Hoyer               |
| 2007 mer information | Lars Mayland Teis Corneliussen         | Bo Søderberg Anders Lund Hoyer           | Kristian Knudsen Daniel Thomsen              |
| 2008 mer information | Bo Søderberg Anders Lund Hoyer         | Lars Mayland Kristian Knudsen            | Teis Corneliussen Søren Kristensen           |
| 2009 mer information | Bo Søderberg Anders Lund Hoyer         | Lars Mayland Teis Corneliussen           | Mikkel Hersløv Lars Lunde                    |
| 2010 mer information | Bo Søderberg Anders Lund Hoyer         | Lars Mayland Teis Corneliussen           | Jakob Martens Martin Olesen                  |
| 2011 mer information | Bo Søderberg Anders Lund Hoyer         | Oliver V. Kaszas Sebastian V. Kaszas     | Lars Mayland Teis Corneliussen               |
| 2012 mer information | Lars Mayland Teis Corneliussen         | Dennis Spile Hansen Søren Svane Hoyer    | Daniel Thomsen Anders Lund Hoyer             |
| 2013 mer information | Peter Kildegaard Bo Søderberg          | Søren Svane Hoyer Anders Lund Hoyer      | Mads Rosager Dennis Spile Hansen             |
| 2014 mer information | Oliver V. Kaszas Sebastian V. Kaszas   | Daniel Thomsen Anders Lund Hoyer         | Lars Mayland Christoffer Secher Hansen       |
| 2015 mer information | Oliver V. Kaszas Sebastian V. Kaszas   | Lars Mayland Christoffer Secher Hansen   | Daniel Jonassen Morten Overgaard             |
| 2016 mer information | Lars Mayland Christoffer Secher Hansen | Daniel Jonassen Morten Overgaard         | Oliver V. Kaszas Sebastian V. Kaszas         |
| 2017 mer information | Lars Mayland Christoffer Secher Hansen | Daniel Thomsen Kristoffer Abell          | Oliver V. Kaszas Sebastian V. Kaszas         |
| 2018 mer information | Mads Rosager Jacob Stein Brinck        | Lars Mayland Christoffer Secher Hansen   | Daniel Thomsen Kristoffer Abell              |
| 2019 mer information | Jacob Cordua Stormly Nicolai Houmann   | Martin Trans Hansen Kristoffer Abell     | Daniel Thomsen Morten Overgaard              |
| 2020 mer information | Jacob Cordua Stormly Nicolai Houmann   | Anders Lammert Hartmann Kristoffer Abell | Mads Rosager Jacob Stein Brinck              |
| 2021 mer information | Kristoffer Abell Nicolai Houmann       | Jacob Stein Brinck Daniel Thomsen        | Mads Møllgaard Jacob Cordua Stormly          |
| 2022 mer information | Peter Jensen Nicolai Houmann           | Daniel Thomsen Martin Trans Hansen       | Jacob Stein Brinck Kristoffer Abell          |
| 2023 mer information | Mads Møllgaard Nicolai Houmann         | Jacob Stein Brinck Kristoffer Abell      | Sebastian Venndt Kaszas Oliver Venndt Kaszas |